# Здание парламента (Осло)
Здание парламента (норв. Stortingsbygningen) — резиденция стортинга (парламента) Норвегии. Расположено в центре Осло, по адресу: улица Карла Йохана, 22. Здание было введено в эксплуатацию 5 марта 1866 года. Проект был разработан шведским архитектором-Эмилем Виктором Ланглетом.

## История
После создания парламента Норвегии в 1814 году, он был размещён в частном доме, принадлежащем Карстен Анкер в Эйдсволле. Следующий состав законодательного органа Норвегии проводил свои заседания в Христиании. В 1833 году правительство предложило построить для парламента отдельное здание, но парламент проголосовал против этого предложения. В 1836 году было решено построить отдельное здание в центре Осло, между Королевским дворцом и Восточным вокзалом. С 1854 года депутаты парламента использовали для заседаний большой зал в Королевском университете Фредерика. 

В 1856 году состоялось обсуждение проекта и архитектуры, после чего состоялся конкурс, в котором победили архитекторы Генрих Эрнст Ширмер и Вильгельм фон Ханно. Однако предложение было отклонено стортингом потому, что было имело слишком явное сходство с внешним видом церкви. В 1857 году правительство предложило построить здание в Дворцовом парке и парламент утверждил это решение. 

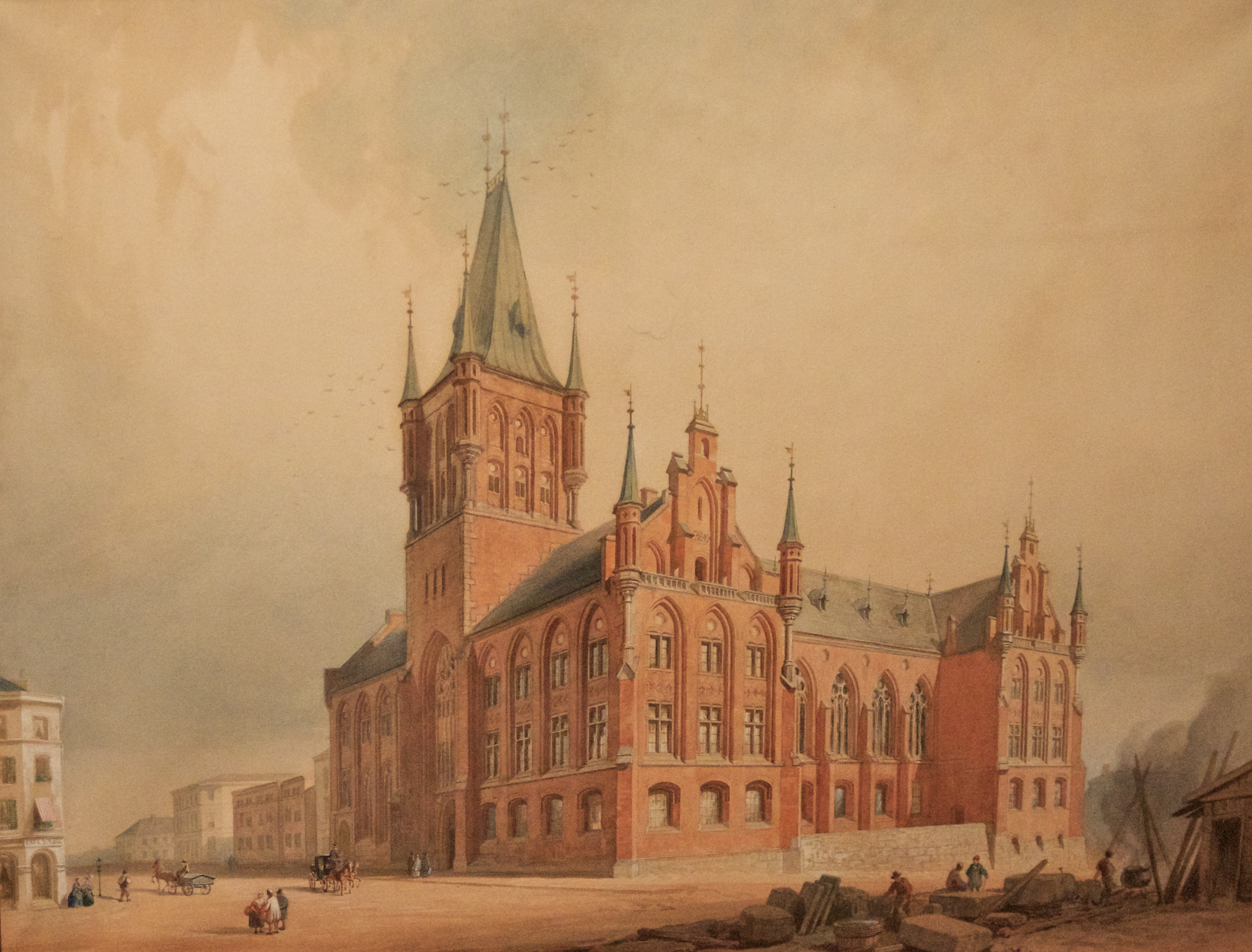
Проект Генриха Эрнста Ширмера и Вильгельма фон Ханно, который выиграл конкурс в 1856 году, но был окончательно отклонён Стортингом.

18 мая 1860 года большинством голосов было принято предложение шведского архитектора Эмиля Виктора Ланглета, за его проект проголосовали 59 парламентариев, против — 47. 
Строительство началось 3 августа 1860 года, а краеугольный камень был заложен 10 октября 1861 года. Стоимость строительства была оценена в 957.332 норвежских крон. Парламент переехал в новое здание 5 марта 1866 года.
Изначально здание было слишком большим для нужд стортинга, поэтому в нём были размещены ряд других правительственных учреждений, включая Управление Генерального аудитора Норвегии, Национальная архивная служба, органы картографии, кадастра и директора каналов. После расширения парламента эти органы были перемещены. 

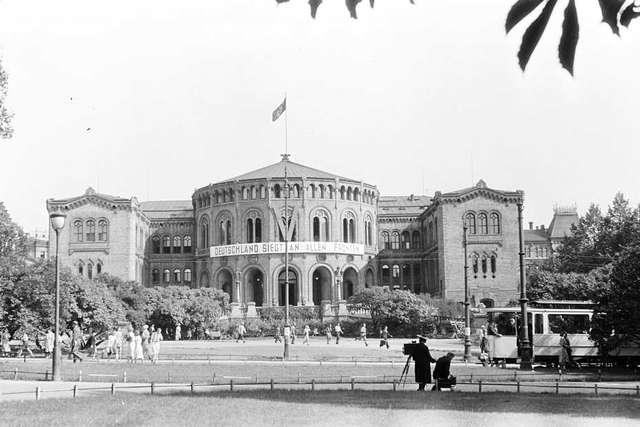
Оккупированной немцами здание парламента в 1941 году.

Во время немецкого вторжения в Норвегию 9 апреля 1940 года, стортинг провёл два заседания вне здания парламента: одно в кинотеатре в Хамаре, а второе в Народной школе в Эльверуме. Остальные заседания во время Второй Мировой войны проводились за рубежом. Во время войны здание было захвачено немецкими войсками, и использовалось в качестве казармы. Позже в это здание занял рейхскомиссар Йозеф Тербовен с своей администрацией. Здание было обставлено новой мебелью, интерьер обновлён панелями из красного дерева, а стиль был изменён на функционализм.
В 1951—1959 годах в задней части здания было пристроено четырёхэтажное офисное строение. Этой работой руководил архитектор Нильс Холтер.

## Архитектура

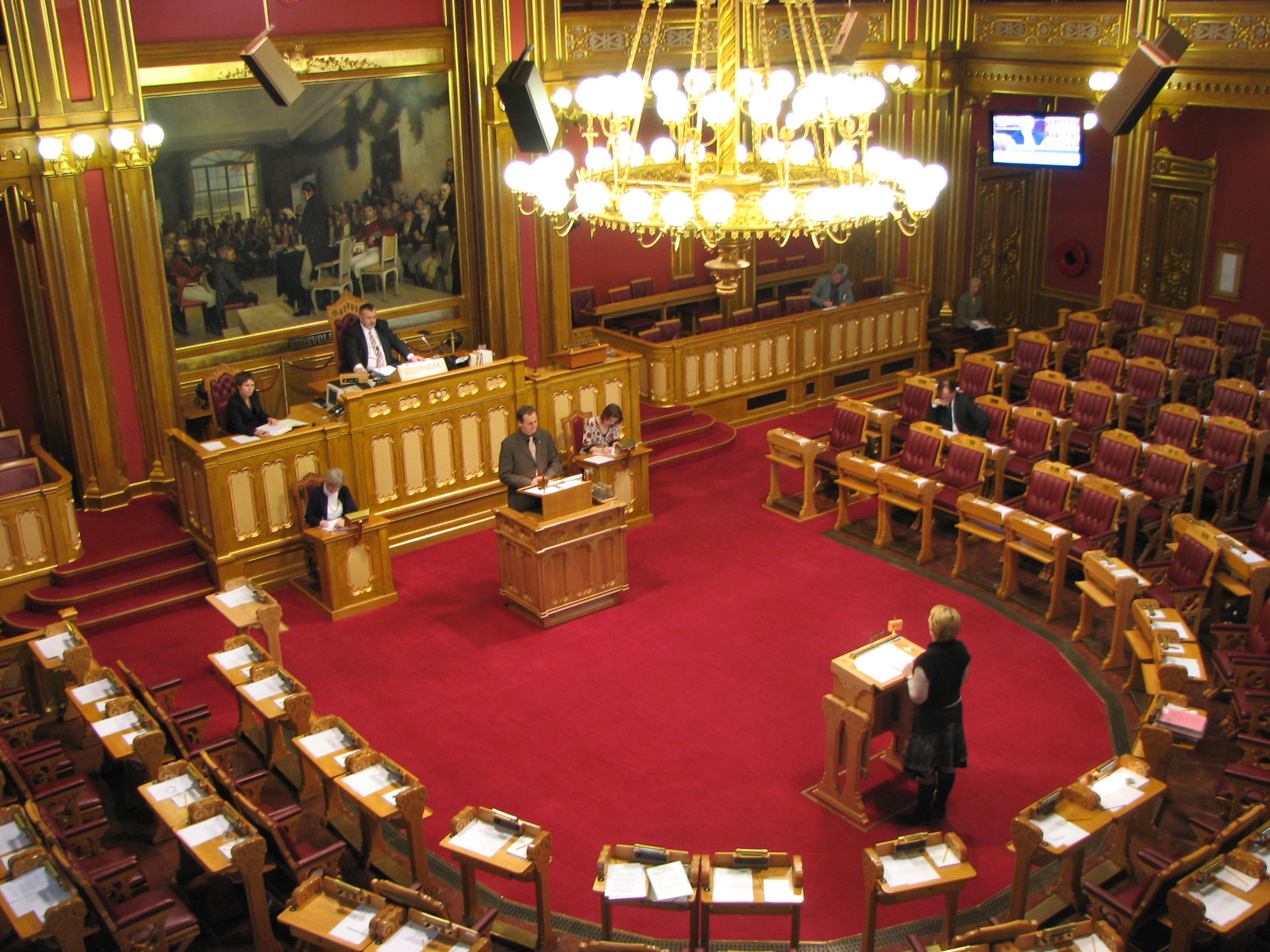
Интерьер зал пленарных заседаний

Здание сторинга построено из жёлтого кирпича с деталями из светло-серого гранитнита в цоколе. Архитектура представляет собой сочетание нескольких стилей, в том числе черпающих вдохновение из Франции и Италии. Характерной особенностью здания является то, что здесь, в пленарном заседании, палаты находятся в полукруглой секции в передней части здания, в отличие от здания центра. Тыльная сторона здания зеркала фасад фасаду, с заседания палаты теперь отменена Lagting законодательной палаты. Интерьер здания также оформлен Ланглета.